# Lista de figurinistas do Brasil
Esta lista de figurinistas relaciona os principais responsáveis pelos figurinos em teatro, televisão e espetáculos musicais do Brasil.
| Nome                | Dados pessoais                                                                                   | Principais trabalhos |
| ------------------- | ------------------------------------------------------------------------------------------------ | --- |
| Anísio Medeiros     | Nascimento: 13 de outubro de 1922, Teresina, PI Morte: 26 de março de 2003, Rio de Janeiro, RJ   | Obras notáveis: Memórias de um Sargento de Milícias, peça de teatro de Manuel Antônio de Almeida, Prêmio da Bienal de Artes Plásticas de melhor figurinista de 1956; Electra, peça de teatro de Sófocles, Prêmio 8ª Bienal Internacional de São Paulo em 1965; As Chaves das Minas, peça de teatro de José Vicente, Prêmio Mambembe de melhor figurino de 1977. |
| Carlos Arthur Thiré | Nascimento: 9 de outubro 1917, Rio de Janeiro. RJ Morte: 11 de março de 1963, Rio de Janeiro, RJ | Um Deus Dormiu Lá em Casa, peça de Guilherme Figueiredo, 1949; Helena Fechou a Porta, peça de teatro de Accioly Netto, 1950; D. Juan, peça de teatro de Guilherme Figueiredo, 1951. |
| Cláudio Tovar       | Nascimento: 9 de setembro de 1944, Vitória, ES                                                   | Les Milles et une Nuits, peça de teatro de Lucien Melki, 1976; As Mil e uma Encarnações de Pompeu Louredo, de Vicente Pereira e Mauro Rasi, 1980; Somos Irmãs, peça de teatro de Sandra Louzada, com direção de Ney Matogrosso e Cininha de Paula (Prêmio Shell e Prêmio Sharp); South American Way, de Miguel Falabella e Maria Carmem Barbosa (Prêmio Shell e Prêmio Governador do Estado de melhor figurino), 2001; Cabaret Melinda, espetáculo musical de 2008; Dzi Croquettes em Bandália — Um musical eletrônico, 2012 |
| Chico Machado       | Nascimento: 22 de agosto de 1964, Santo Ângelo, RS                                               | Mundéu, o Segredo da Noite, peça de teatro infantil baseada em lendas gaúchas e indicada ao Prêmio Tibicuera de Teatro Infantil de 1998. |
| Chico Spinoza       | Nascimento: 2 de fevereiro de 1952, Tabapuã, SP                                                  | O Machão, telenovela de Sérgio Jockyman, 1974 (TV Tupi); Xeque-Mate, telenovela de Walther Negrão e Chico de Assis, 1976 (TV Tupi); Cara a Cara, telenovela de Vicente Sesso, 1979 (TV Bandeirantes); Planeta dos Homens, programa humorístico (TV Globo); Escolinha do Professor Raimundo, programa humorístico, 1990 (TV Globo). |
| Clóvis Graciano     | Nascimento: 29 de janeiro de 1907, Araras, SP Morte: 29 de junho de 1988, São Paulo, SP          | Os Irmãos das Almas, peça de teatro de Martins Pena, 1943; O Auto da Barca do Inferno, peça de teatro de Gil Vicente , 1943; Pequenos Serviços em Casa de Casal, peça de teatro de Mário Neme, 1943. |
| Cristina Mutarelli  | Nascimento: 29 de dezembro de 1955, São Paulo, SP                                                | O Olho Mágico do Amor, filme de 1981 (Troféu APCA de melhor direção de arte e figurino de 1982); Onda Nova, filme de 1983 |
| Dami Cruz           | Nascimento: 23 de janeiro de 1959, Fortaleza, CE                                                 | A figurinista segue em pleno exercício de sua atividade artística, colaborando com centenas de projetos de artes cênicas. Dentre seus trabalhos no teatro cearense destacam-se os espetáculos “Dr. Qorpo”, do Grupo Imagens de Teatro, “Cactos”, do Grupo Expressões Humanas, “A Raposa das Tetas Inchadas”, do grupo Teatro Novo e “Iracema dos lábios de mel: o musical” Livre adaptação do dramaturgo Ilclemar Nunes para a obra de José de Alencar. Como resultado, Dami Cruz nos apresenta figurinos únicos, autorais, com personalidade, conceito, elementos marcantes, história e memória, impactantes como o bom cyberpunk de Ikebana e Casamata (montagens do Curso de Licenciatura em Teatro IFCE), trazendo-nos uma carga tão importante quanto todo seu conceito, que é da consciência de um consumo responsável. |
| Daniela Thomas      | Nascimento: 1959, Rio de Janeiro, RJ                                                             | All Strange Away, de Samuel Beckett, direção de Gerald Thomas, 1983; A Tempestade, de William Shakespeare, direção de Gerald Thomas, 1985; Navio Fantasma, de Richard Wagner, direção de Gerald Thomas, 1987; Fim de Jogo, de Samuel Beckett, direção de Gerald Thomas, 1990; The Flash and Crash Days, texto e direção de Gerald Thomas, 1991; Don Juan, de Otávio Frias Filho, direção de Gerald Thomas, 1995; Pai, de Cristina Mutarelli, direção de Paulo Autran, 1999; A Megera Domada, de William Shakespeare, direção de Mauro Mendonça Filho, 2000; Tio Vânia, de Anton Tchecov, direção de Aderbal Freire-Filho, 2003; A Morte de um Caixeiro Viajante, de Arthur Miller, direção de Felipe Hirsch, 2003; O Avarento, de Molière, direção de Felipe Hirsch, 2006.                                                    |
| Darcy Penteado      | Nascimento: 1926, São Roque, SP Morte: 3 de dezembro de 1987, São Paulo, SP                      | A Calça, peça de teatro de Carl Sternheim, 1952; Iolanda, peça de teatro de Curt Goetz, 1952; Sonata da Angústia, balé do IV Centenário de São Paulo com música de Béla Bartók, 1954; Santa Marta Fabril S. A., peça de teatro de Abílio Pereira de Almeida, 1955; Pedreira das Almas, peça de teatro de Jorge Andrade, dirigida por Alberto D'Aversa, 1958; Um Gosto de Mel, peça de teatro de Shelagh Delaney, dirigida por Benedito Corsi, 1960; Volpone, peça de teatro de Ben Johnson, dirigida por Antônio Abujamra, 1977 |
| Ewald Hackler       | x                                                                                                | Sonata de Outono |
| Gabriel Vilela      |                                                                                                  | Além de figurinista Villela é diretor, cenógrafo e autor teatral. |
| Gilberto Mello      | x                                                                                                | Revenge, Grey's Anatomy, The Bridge, New Girl, Touch, Parenthood, Parks and Recreation e The Lot, pela qual ganhou um Prêmio Emmy. |
| Gogoia Sampaio      | x                                                                                                | Desde 1995 na emissora carioca, atuou em várias novelas criando o figurino de protagonistas como Giovanna Antoneli (Em Família), Adriana Esteves (Avenida Brasil) ou Regina Duarte (Roque Santeiro), cujos estilos foram imitados pelas pessoas. |
| Hélio Eichbauer     | x                                                                                                | Desenhou a cenografia e indumentária de O Rei da Vela, de Oswald de Andrade, pela qual recebeu os prêmios Governador do Estado de São Paulo e Associação Paulista de Críticos Teatrais, APCT; Hoje é Dia de Rock, 1973. |
| Hugo Rodas          | x                                                                                                | Espetáculo "Os Fantasmas" (2016), marcando uma carreira de 53 anos. |
| Ilo Krugli          | x                                                                                                | x |
| José de Anchieta    | x                                                                                                | O Doente Imaginário, de Molière, 1989 |
| José Carlos Serroni | x                                                                                                | x |
| Kalma Murtinho      | x                                                                                                | Autora do livro "Kalma Murtinho, figurinos" (2014). |
| Marie Salles        | x                                                                                                | A Regra do Jogo. |
| Marília Carneiro    | x                                                                                                | Ti Ti Ti. |
| Mira Haar           | x                                                                                                | x |
| Naum Alves de Souza | x                                                                                                | Falso Brilhante, espetáculo musical com Elis Regina; Macunaíma, peça de teatro dirigida por Antunes Filho, 1978. |
| Patrício Bisso      | x                                                                                                | “El Pasado”, de Héctor Babenco. |
| Rafael Rios         | X                                                                                                | X |
| Raul Belém Machado  | Nascimento: Araguari, 1942. Morte: Belo Horizonte (MG), 18 de setembro de 2012.                  | Dirigiu o Centro Técnico de Produção da Fundação Clóvis Salgado (CTP); professor do Centro de Formação Artística da fundação (Cefar). Fez os cenários de óperas como “Aída”, “O Guarani” e “Turandot”. |
| Ronald Teixeira     | x                                                                                                | x |
| Santa Rosa          | x                                                                                                | x |
| Severo Luzardo      | x                                                                                                | O Tempo e o Vento |
| Wasth Rodrigues     | x                                                                                                | "Noite de São Paulo" de Alfredo Mesquita |
| Cida Miquelão       | Nascimento: 13 de Outubro de 1965, Belo Horizonte, MG                                            | Figurinista no filme Eterna Possessão (2024), Figurinista na mini série Show da Gente (2024), Olívias Assistente de Figurino (2025), Assistente de figurino na minissérie Azul Celeste (2022, ainda não exibida), assistente de figurino no Especial de Natal da TV Globo Minas – Comadres (2022), assistente de figurino no Especial de fim de ano da TV Globo Minas – Vivo ou Morto (2023), integrante da equipe de figurino da peça O Toró, da Trupe do Teatro (2023), atuação no backstage de desfiles da marca Skazi na 30ª edição do Minas Trend, atuação no backstage de desfiles do coletivo Acrie na 30ª edição do Minas Trend. |